# Alunddua
Alunddua is een bestuurslaag in het regentschap Bengkulu Utara van de provincie Bengkulu, Indonesië. Alunddua telt 626 inwoners (volkstelling 2010).